# VDI-Gesellschaft Verfahrenstechnik und Chemieingenieurwesen

Verein Deutscher Ingenieure

Die VDI-Gesellschaft Verfahrenstechnik und Chemieingenieurwesen (VDI-GVC) ist eine deutsche Organisation unter Leitung des Vereins Deutscher Ingenieure e.V. mit Sitz in Düsseldorf. Vorsitzender ist Jürgen Dahlhaus, Geschäftsführerin ist Vivian Manning.

## Aufgaben
Die GVC ist eine Fachorganisation für Ingenieure und andere Fachleute, welche in den Bereichen Chemieingenieurwesen und Verfahrenstechnik sowie der ihnen nahestehenden Berufsgruppen tätig sind. Die Gesellschaft Verfahrenstechnik und Chemieingenieurwesen konzentriert sich auf Fragen aus der Verfahrenstechnik und dem Chemieingenieurwesen im Gesamtbereich von Wissenschaft, Technologie, Industrie und öffentlichem Leben und betreut diese Disziplinen in fachlicher und berufsständischer Hinsicht. Sie vertritt über 13.000 VDI-Mitglieder.
Für herausragende technisch-wissenschaftliche Arbeiten auf dem Gebiet der Verfahrenstechnik verleiht die GVC alle zwei Jahre den Arnold-Eucken-Preis.
Die GVC ist zusammen mit der DECHEMA Organisator des seit 2006 stattfindenden ChemCar-Wettbewerbs.

## Geschichte
Die GVC ging aus der 1934 beim VDI gegründeten „Arbeitsgemeinschaft für Verbrauchsgütertechnik“ hervor, deren erster Vorsitzender Arnold Eucken war. 1938 erfolgte die Umbenennung in „Fachausschuss Verfahrenstechnik“, 1953 in „Fachgruppe Verfahrenstechnik“ und 1960 in „Verfahrenstechnische Gesellschaft (VTG) im VDI“. 
Die Umstrukturierung des VDI in Gesellschaften und die weitgehende Übereinstimmung von Verfahrenstechnik und Chemieingenieurwesen waren der Anlass für die Umbenennung in „GVC – VDI-Gesellschaft Verfahrenstechnik und Chemieingenieurwesen“ ab dem 15. März 1974. Im Zuge dieser Umstrukturierung erfolgte 1975 die Überleitung der „VDI-Fachgruppe Lebensmitteltechnik“ in die GVC. 2007 haben DECHEMA, Gesellschaft für Chemische Technik und Biotechnologie e.V., und VDI-GVC ihre Fachgremien unter dem gemeinsamen Dach ProcessNet zusammengeführt.